# Calathea poeppigiana
Calathea poeppigiana là một loài thực vật có hoa trong họ Marantaceae. Loài này được Loes. ex H.Kenn. mô tả khoa học đầu tiên năm 1988.